# Stove (Carlow)
Stove ist ein Ortsteil der Gemeinde Carlow im Landkreis Nordwestmecklenburg in Mecklenburg-Vorpommern.
Der Ort liegt nordwestlich des Hauptortes Carlow an der Landesstraße L 02. Durch den Ort fließt der Stover Mühlenbach, an dem das Baudenkmal Stovermühle liegt. Südöstlich erstreckt sich das 328 ha große Naturschutzgebiet Kuhlrader Moor und Röggeliner See.

## Baudenkmale

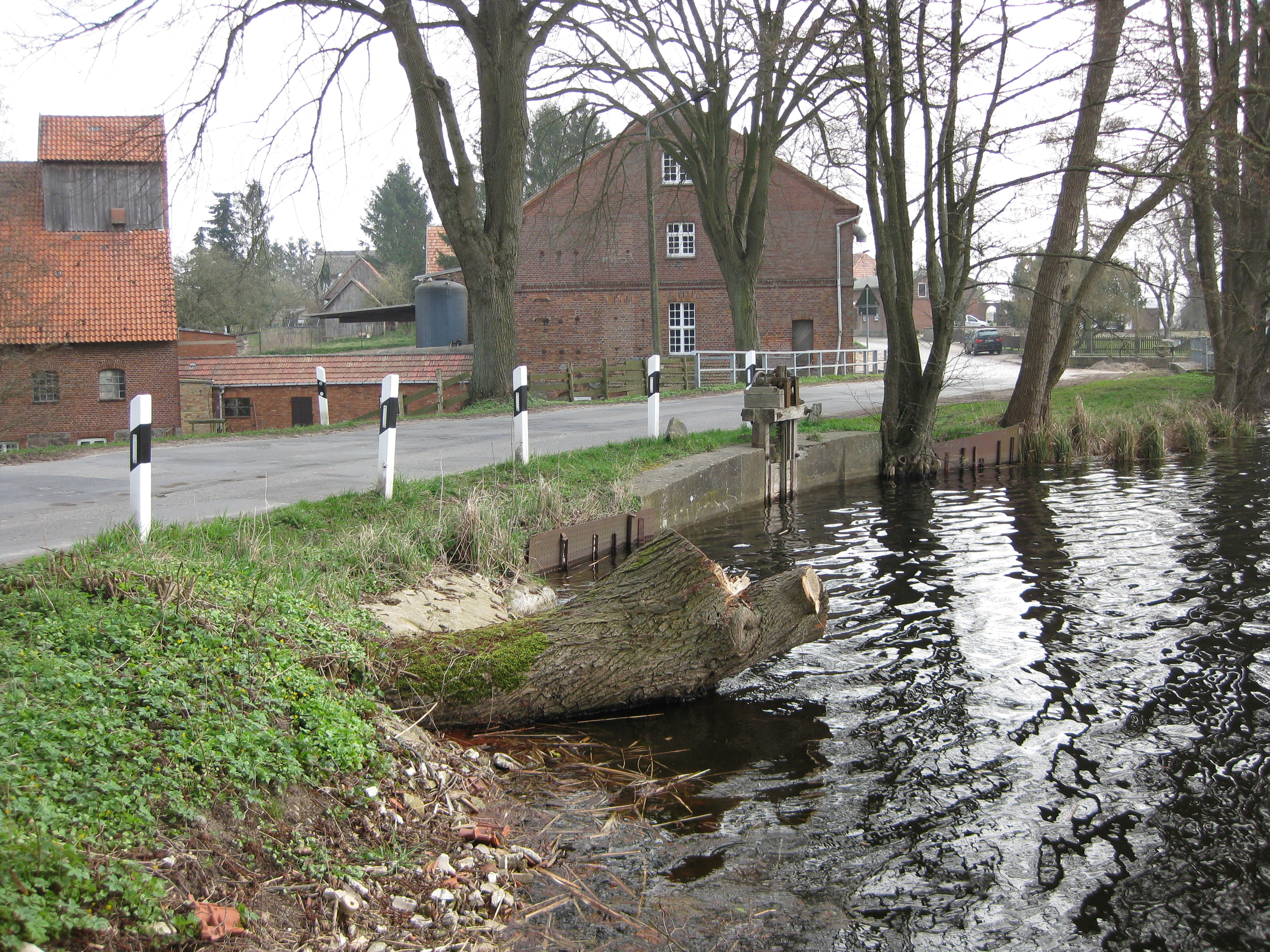
Die Wassermühle an der L 02, im Vordergrund der Mühlenteich (2009)

In der Liste der Baudenkmale in Carlow (Mecklenburg) ist für Stove die Wassermühle (Hauptstraße 8b) als einziges Baudenkmal aufgeführt.